# Sunkan Choi
Sung-Kyu "Sunkan" Choi, född 18 augusti 1975, är en svensk musiker. Han spelar keyboard i musikgruppen The Guild och sjunger i bandet Empire Dogs.
Sunkan är bror till Soki Choi.